# Lusakert (Ararat)
Pour les articles homonymes, voir Lusakert et Arpavar.
Lusakert, également appelée Arpavar, est un bourg de la région d'Ararat en Arménie.